# Hurzfurt
Hurzfurt ist ein Gemeindeteil der Gemeinde Gräfendorf im unterfränkischen Landkreis Main-Spessart in Bayern.

## Geographie
Der nur aus einem Gehöft bestehende Gemeindeteil liegt am linken Ufer der Fränkischen Saale auf der Gemarkung von Michelau, unterhalb des Pferdsberges, an einem Weg zwischen Michelau und Schonderfeld. Vom etwa 300 m entfernten Ortsrand von Gräfendorf ist er durch die Saale und die parallel verlaufende Eisenbahn getrennt. 

## Geschichte
Erstmals urkundlich erwähnt wurde der Ort Mitte des 16. Jahrhunderts. Am 1. Juli 1884 wurde die Bahnstrecke Gemünden–Hammelburg eröffnet, an der bis 1922 ein Haltepunkt Hurzfurt existierte. Er lag gegenüber der Mündung des Waizenbaches in die Fränkische Saale und diente somit auch der Gemeinde Waizenbach. In den folgenden Jahren wurde Hurzfurt zum Betreiben einer Schäferei und später für die Hühnerzucht ausgebaut. Seit etwa 1974 befindet sich in dem Gehöft eine Pferdezucht.
Der ehemalige Gemeindeteil von Michelau wurde am 1. Mai 1978 zusammen mit seinem Hauptort nach Gräfendorf eingemeindet.

### Ortsname
Die Herkunft des Namens ist nicht genau bekannt. Es wird vermutet, dass sich das Wort vom englischen „horse“ (Pferd) ableitet. Die Tatsache, dass verwandte Namen wie Hengstbach, Pferdsberg, Roßgraben, Roßmühle sich in unmittelbarer Umgebung befinden, unterstützt diese These.